# Peperomia boivinii
Peperomia boivinii är en pepparväxtart som beskrevs av C. Dc.. Peperomia boivinii ingår i släktet peperomior, och familjen pepparväxter. Inga underarter finns listade i Catalogue of Life.